# الضباب (تعز)
الضباب هي إحدى قرى الجمهورية اليمنية. وهي تتبع جغرافيًا لمحافظة تعز. وإداريًا لمديرية صبر الموادم. يبلغ تعداد سكانها 4364 نسمة حسب الإحصاء الذي جرى عام 2004.